# Agathosma bodkinii
Agathosma bodkinii là một loài thực vật có hoa trong họ Cửu lý hương. Loài này được Dummer mô tả khoa học đầu tiên năm 1920.